# Claude Riahi
Pour les articles homonymes, voir Riahi.
Claude Riahi est aujourd'hui président de l'établissement d´enseignement supérieur Institut supérieur du commerce de Paris.
Né le 27 avril 1940 à Tunis en Tunisie, fils de Jonas Riahi, attaché commercial, et de Monique Boublil, institutrice. Claude Riahi étudie au lycée français Carnot puis à l'institut des hautes études de Tunis, à la faculté des sciences de Paris et enfin à l'institut Henri-Poincaré.
Claude Riahi est licencié en mathématiques, maître ès sciences et diplômé de l´institut de recherche sur les mathématiques.
Sa carrière s'effectue essentiellement dans le domaine de l'enseignement, débutant en tant que professeur à l´école supérieure de commerce de Paris (ESCP) de 1967 à 1976 puis à l´institut supérieur du commerce de Paris (ISC), il en devient administrateur en 1974 puis directeur de 1975 à 1978, directeur général de 1978 à 2001 et président depuis 2001. 
Claude Riahi est également : 
- Président de l´Institut supérieur du commerce formation permanente (ISCFP) depuis 1982 ;
- Président fondateur d´ISC Consultants depuis 1989 ;
- Président (1994) puis vice-président chargé de la communication (2005) de l'Union des grandes écoles indépendantes (Ugei) ;
- Membre de l´association « Presse-Enseignement » depuis 1985 et du conseil national de l'enseignement supérieur privé ;
- Administrateur de l'université internationale de Genève (1998).

Claude Riahi est décoré de la médaille de chevalier des Arts et des Lettres.